# ماركوس فيكتور
ماركوس فيكتور هو لاعب كرة قدم برازيلي، ولد في 26 ديسمبر 2001 في فورتاليزا في البرازيل.

## وصلات خارجية
- ماركوس فيكتور على موقع قاعدة بيانات كرة القدم.إي يو (الإنجليزية)
- ماركوس فيكتور على موقع Soccerway.com (الإنجليزية)